# Контрада Тена (Фермо)
Контрада Тена (итал. Contrada Tenna) насеље је у Италији у округу Фермо, региону Марке.
Према процени из 2011. у насељу је живело 370 становника. Насеље се налази на надморској висини од 105 м.